# Wellington Brito da Silva
Wellington Brito da Silva mit Kurznamen Tom  (* 23. Juni 1985 in São Paulo) ist ein bulgarisch-brasilianischer Fußballspieler. Tom ist gebürtiger Brasilianer, während seiner Zeit bei Litex Lowetsch nahm er auch die bulgarische Staatsbürgerschaft an.

## Karriere
Tom begann mit dem Profifußball bei Associação Portuguesa Londrinense. Zur Winterpause seiner ersten Saison bei Portuguesa wechselte er zum bulgarischen Erstligisten Litex Lowetsch. Hier wurde er auf Anhieb Stammspieler und spielte für den Verein sechs Jahre lang. Zur Winterpause der Spielzeit 2011/12 wechselte er in die Türkei zum Süper-Lig-Verein Istanbul Büyükşehir Belediyespor. Istanbul BB hatte zu Saisonbeginn von Litex Lowetsch bereits den gebürtigen Brasilianer Doka Madureira verpflichtet.
Im Februar 2014 wurde erst verkündet, dass Tom die Istanbuler Vertragsauflösung nach gegenseitigem Einvernehmen verlassen werde und an seinen früheren Klub Litex Lowetsch ausgeliehen sollte. Die Ausleihe und Vertragsauflösung kam letztendlich nicht zustande, sodass Tom auch in der Saison 2014/15 bei dem Verein blieb, der sich im Sommer 2014 in Istanbul Başakşehir umbenannte.
Zur Saison 2015/16 wechselte er zum türkischen Zweitligisten Elazığspor. Nach drei Jahren wechselte er innerhalb der TFF 1. Lig zu Hatayspor. Dort blieb er dann aber auch nur noch eine Saison und wurde dann im Sommer 2019 Vereinslos. Erst Ende Januar 2020 fand er dann in dem bulgarischen Erstligisten Botew Wraza einen neuen Verein.

## Erfolge
Mit Istanbul BB/Başakşehir
- Meister der TFF 1. Lig und Aufstieg in die Süper Lig: 2013/14
- Tabellenvierter der Süper Lig: 2014/15